# 허시구

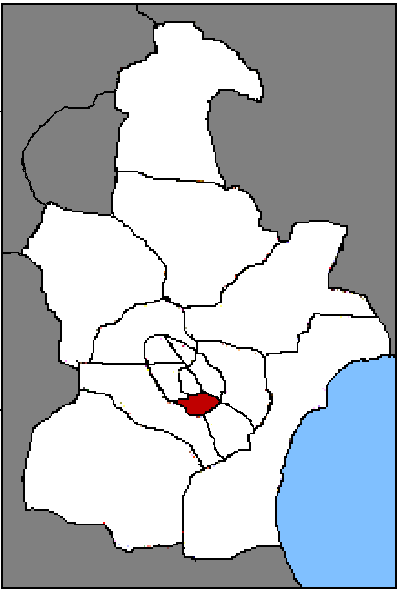
허시구의 위치

허시구(한국어: 하서구,중국어: 河西区, 병음: Héxī Qū)는 중화인민공화국 톈진시의 행정구역이다. 넓이는 37km2이고, 인구는 2007년 기준으로 770,000명이다.

## 행정 구역
13개 가도를 관할한다.
- 가도: 大营门街道, 下瓦房街道, 桃园街道, 挂甲寺街道, 马场街道, 越秀路街道, 友谊路街道, 天塔街道, 尖山街道, 陈塘庄街道, 柳林街道, 东海街道, 梅江街道.